# Santi López
Santi López Prats (ur. 24 marca 1975 w Ordino) – andorski narciarz alpejski, olimpijczyk. Brał udział w igrzyskach w roku 1994 (Lillehammer). Nie ukończył supergiganta.

## Zimowe Igrzyska Olimpijskie 1994 w Lillehammer
| Konkurencja | I zjazd | I zjazd | II zjazd | II zjazd | Klas. końcowa | Klas. końcowa |
| Konkurencja | Czas    | Miejsce | Czas     | Miejsce  | Punkty        | Miejsce       |
| ----------- | ------- | ------- | -------- | -------- | ------------- | ------------- |
| Supergigant |         |         |          |          | AC            | DNF           |